# TCP Vegas
El protocolo TCP Vegas es un protocolo de redes a nivel de transporte recientemente desarrollado. Aumenta el tamaño de la ventana hasta que ocurre la pérdida del paquete debida a congestión. Se fundamenta en el estudio del RTT que se estudia en todos los segmentos. Si RTT es grande se asume que la red está congestionada por lo que se disminuye el tamaño de la ventana. Si el RTT baja se determina que la red no está congestionada y puede aumentar la ventana.
Intenta que el emisor detecte de forma anticipada si se puede producir congestión, comprobando constantemente la tasa de transferencia que se espera enviar y la que realmente se logra. Intenta mantener un ancho de banda estable y equitativo si hay suficientes buffers en los routers de la red para soportarlo.